# Федерация хоккея с мячом России
Федерация хоккея с мячом России (ФХМР) — общероссийская общественная организация, созданная в 1992 г. и являющаяся правопреемницей соответствующей всесоюзной федерации. Входит в Международную федерацию хоккея с мячом.

## Состав Федерации
В состав ФХМР входит 46 республиканских, краевых и областных федераций и отделений хоккея с мячом, Лига женского хоккея с мячом, 12 хоккейных клубов Суперлиги, 32 хоккейных клуба высшей лиги, 3 специализированные детско-юношеские спортивные школы олимпийского резерва (СДЮСШОР), 5 детско-юношеских спортивных школ (ДЮСШ) и 34 отделения ДЮСШ.

## Цели Федерации
Основными направлениями деятельности ФХМР являются:
- Привлечение к занятиям хоккеем с мячом и пропаганда этого вида спорта среди детей и молодежи;
- Организация подготовки и оказание эффективной помощи спортсменам и командам для участия в соревнованиях внутри страны и за рубежом;
- Совершенствование материально-технической базы хоккея с мячом, в том числе и помощь в организации производства инвентаря и спортивной формы;
- Подготовка и повышение квалификации тренерских и судейских кадров;
- Научно-методическое обеспечение учебно-тренировочного и соревновательного процессов в хоккее с мячом;
- Развитие и укрепление связей с федерациями других стран.

## Президенты Федерации
- Поморцев, Альберт Иванович — 1992—2009
- Скрынник, Борис Иванович — с 15 июля 2009 по настоящее время

## Руководство Федерации
- Президент ФХМР — Скрынник, Борис Иванович
- Ответственный секретарь — Плешаков, Алексей Михайлович
- Директор по организации и проведению соревнований ФХМР — Молотков, Юрий Алексеевич

## Кризис 2016/17 годов
К 2017 году в хоккее с мячом в России разразился кризис. За 10 лет количество команд принимающих участие в чемпионате России сократилось с 22 до 12. Средняя посещаемость матчей упала почти в три раза — с 5000 человек в начале 2000-х годов до 1700 человек в 2016/17 годах.
Ряд клубов чемпионата России конфликтовало с руководством Федерации хоккея с мячом России, что привело к таким событиям как 90 минут штрафного времени у одной команды за один матч при нуле штрафов у соперника или счету в игре 9:11, где все 20 голов оказались автоголами. Эти события получили освещение в западной прессе и по мнению специалистов от таких скандалов страдает репутация всего вида спорта и особенно хоккея с мячом в России.

## Скандал, связанный с введением цензуры
В мае 2019 года в Федерации хоккея с мячом России были приняты поправки, фактически запрещающие журналистам критиковать данную организацию. При этом, ответственность за критику на спортивные клубы, «аккредитовавшие» тех, кто «осмелится» подготовить критический материал или репортаж о хоккее с мячом. За «критические высказывания» в СМИ, на клуб, согласно регламенту возлагается солидный денежный штраф. Союз журналистов Красноярского края обратился в Союз журналистов России с просьбой дать оценку действиям федерации и потребовать от правоохранительных органов привести «регламент» в соответствие с Законом о СМИ. Красноярских журналистов поддержала Российская федерация спортивных журналистов. Ход разбирательств по этому делу широко освещается в прессе.